# Dobrova, Krško
Dobrova este o localitate din comuna Krško, Slovenia, cu o populație de 200 de locuitori.